# دونالد تايلور
دونالد تايلور هو سياسي كندي، ولد في 22 سبتمبر 1933 في تورونتو في كندا، وتوفي في 7 أكتوبر 2012 في كندا. حزبياً، نشط في Yukon Progressive Conservative Party ‏. وقد انتخب عضو الجمعية التشريعية في يوكون ‏.